# Manfred Winkens
Manfred „Mannix“ Winkens ist ein deutscher Off-Sprecher, TV-Produzent und Regisseur. Bekanntheit erlangte er vor allem als Sprecher jeglicher Einspielfilme der Comedy-Show TV total sowie deren Sondersendungen. 

## Werdegang
Winkens arbeitete zunächst als TV-Autor und vertonte später Einspielfilme.
Bekannt als Off-Sprecher wurde Winkens in der Sendung TV total sowie den Sondersendungen, wo seine unverwechselbare Stimme in zahlreichen Einspielfilmen zu hören war. Bis auf wenige Auftritte war er jedoch nie in der Sendung zu sehen: In zwei Einspielfilmen, 2001 und 2003,  trat er kurz in Erscheinung. Im Dezember 2015 sagte er Stefan Raab in der letzten von Raab moderierten Ausgabe TV total an, wobei er eine Brille trug, die an einen Zensurbalken erinnert. Er führte Regie bei den Musikvideos der Sieger von den von Stefan Raab veranstalteten Musikwettbewerben. Hierzu zählen Can’t Wait Until Tonight von Max Mutzke, My Man Is a Mean Man von Stefanie Heinzmann, Satellite von Lena Meyer-Landrut sowie Standing Still von Roman Lob. Ebenso war er Regisseur der bei VOX ausgestrahlten Sendung Beat the Box.
Nach dem vorläufigen Ende von TV total im Jahr 2015 war er bis Ende 2023 als Off-Sprecher für einige von Stefan Raab produzierte Sendungen tätig. So war er in den Shows Schlag den Star, Schlag den Besten, FameMaker, dem Free European Song Contest und auch in der Neuauflage von TV total zu hören. Mit dem Rückzug Raabs aus dem Unternehmen Brainpool ist er für die neue Produktionsfirma Raab Entertainment tätig und spricht die Einspielfilme für Du gewinnst hier nicht die Million bei Stefan Raab. 
Winkens war Creative Producer der 2020 und 2021 von Stefan Raab produzierten Sendung Täglich frisch geröstet.